# Video marketing
Video marketing es el uso del vídeo con el fin de promocionar un producto o servicio para lograr objetivos dentro de una estrategia de marketing.

## Definición
El video marketing utiliza la producción audiovisual para elaborar recursos utilizados en distintos medios de comunicación y abarca distintos géneros. Algunos se asocian al uso de un medio concreto, como los formatos propios de comerciales de televisión, y otros dependen del contenido tratado, como los vídeos musicales que promocionan una canción. Concibe en una misma estrategia: 
- El contenido, dependiente de la producción audiovisual y sus particularidades (guion, dirección artística, fotografía...) además de técnicas publicitarias para establecer una relación personal entre el cliente potencial y la persona o empresa que utiliza esta estrategia.
- La difusión, que utiliza sistemas de promoción y posicionamiento en Internet y también a través de la retransmisión en directo en canales de televisión.

Además de productos audiovisuales específicos el video marketing se relaciona con otras técnicas publicitarias como la publicidad por emplazamiento, utilizada desde los primeros años de la historia del cine.

## Internet
El video marketing crece y evoluciona rápidamente con la aparición de Internet porque facilita la labor de difusión y acceso a los contenidos audiovisuales gracias a la aparición de portales gratuitos para compartir vídeos como YouTube, Vimeo y otros. En 2011, YouTube acumula más de 1 billón de visitas, o unas 140 visitas por cada persona en la Tierra. El sistema de estadísticas incluye datos detallados del visionado del video que permite conocer la efectividad real de la estrategia.
El fenómeno de los vídeos virales, propio inicialmente de propuestas sin intención previa de causar impacto, propicia la adopción de estrategias para amplificar la difusión en producciones profesionales, como en el caso de Gangnam Style, el vídeo más visto de la historia de YouTube con más 1,62 mil millones de reproducciones acumuladas en mayo de 2013. YouTube también ha permitido que usuarios independientes, como autores de videoblogs consigan promocionar y monetizar su producción audiovisual.
Instagram se ha ido adaptando a todos los formatos de video que han ido apareciendo. Se creó en 2010 como una aplicación para compartir fotografías, poco a poco ha ido incluyendo funcionalidades de video. En 2015 llega la publicidad dentro de la aplicación y más tarde los Instagram Stories que permiten subir fotografías o video limitando su exposición a 24h. La inclusión de los directos de Instagram fueron una revolución, ya que permiten un contacto en directo con las audiencias. En 2018 aparece Instagram TV ( IGTV) que permite subir vídeos hasta 10 minutos y 60 min para las cuentas verificadas. En 2020 aparecieron los Reels empezaron limitando la duración a 15 segundos, en enero de 2022 se pueden subir reels de 1 minuto.

## Video marketing social
El componente social de la estrategia del video marketing se diseña para aumentar la participación de la audiencia en redes sociales en relación con un vídeo determinado. En una campaña de éxito, el contenido y la difusión se combinan para permitir que el individuo pueda aportar valor propio a un contenido y propagarlo así en sus círculos sociales. Se basa en perspectivas del consumismo, la psicología social y la teoría económica alrededor de la psicología de compartir. Es distinto del marketing social, que pretende influenciar el comportamiento para un bien social. 
Existe relación entre el impacto emocional del contenido y la efectividad de su transmisión social. Así, el uso de ciertos estímulos emocionales aumenta la probabilidad de que el producto audiovisual sea compartido.